# Rolf Werstler
Rolf Werstler (* 3. September 1949 in Radeberg) ist ein deutscher Maler und Grafiker.

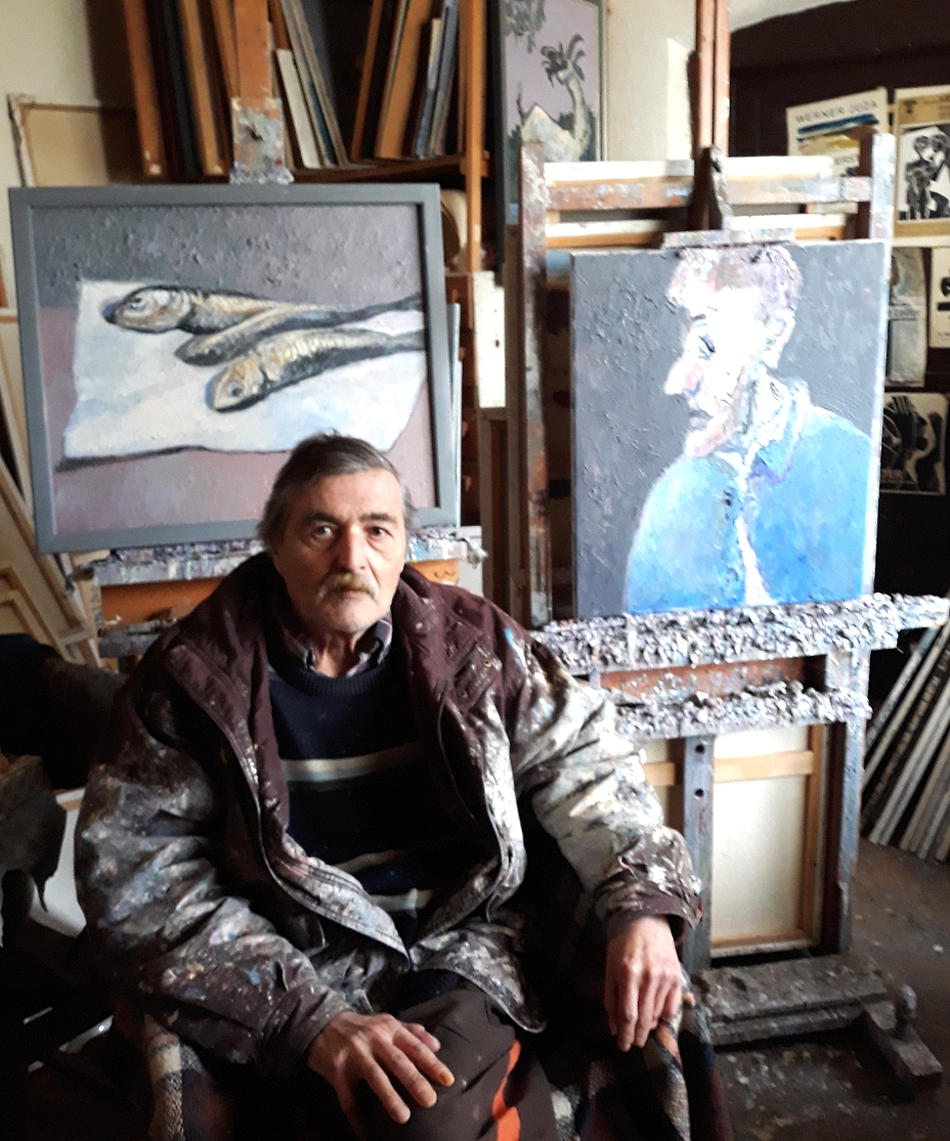
Rolf Werstler im Atelier 1

## Leben
Sein künstlerischer Werdegang begann bereits 1965 als Schüler, als er dem Mal- und Zeichenzirkel des VEB RAFENA-Werke Radeberg (der spätere VEB Robotron-Elektronik Radeberg) beitrat, der von dem freischaffenden Maler und Grafiker Rosso H. Majores im Kulturhaus „Maxim Gorki“ (Radeberg) bis 1989 geleitet wurde. Majores prägte mit seiner Kunstauffassung die Anfangsjahre der künstlerischen Entwicklung von Rolf Werstler, der von 1966 bis 1969 eine Lehre als Möbeltischler absolvierte und in diesem Beruf bis 1976 arbeitete. In dieser Zeit ist die Herausbildung seiner eigenen künstlerischen Handschrift mit der ihm eigenen  Form- und Farbenwelt zu verzeichnen, basierend auf dem Wunsch, auch bisher gewohnte Bahnen zu durchbrechen, zu experimentieren, kraftvolle Techniken einzusetzen und sich mit neuen Bildinhalten thematisch auseinanderzusetzen.
Ein Kunststudium blieb ihm verwehrt. Er ging deshalb von 1976 bis 1988 an die Staatlichen Kunstsammlungen Dresden, wo er in der Abteilung Gemälderestaurierung als Holzrestaurator tätig und so der Kunst nahe war. Ab 1986 war er als Autodidakt Kandidat beim Verband Bildender Künstler der DDR (VBK), Sektion Malerei/Grafik. 1987 entschloss er sich, bis zu seiner Aufnahme in den Verband ein Teilzeitarbeitsverhältnis als Holzrestaurator einzugehen, um sich ganz seiner weiteren künstlerischen Entwicklung widmen zu können. Die Aufnahme als Mitglied in den Verband des VBK der DDR erfolgte 1989, kurz vor der Wende. Er wurde freischaffend tätig und konnte von Rosso Majores in diesem Jahr die künstlerische Leitung der Zirkelarbeit für den Malkreis Bischofswerda und den Mal- und Zeichenzirkel des VEB Robotron-Elektronik Radeberg übernehmen. Nach der Wiedervereinigung 1990 ging der VEB Robotron-Elektronik Radeberg in die Robotron-Telekom Radeberg GmbH über, 1991 erlosch nach dem Konkurs dieser GmbH für den Zirkel die Betriebsträgerschaft und damit die bisherige betriebliche materielle Unterstützung und Absicherung. Als freiberuflicher Künstler übernahm Werstler weiterhin die künstlerische Leitung der nunmehr freien Zirkelgemeinschaft bis 2014.
Von 1992 bis 1994 war er als Gasthörer an der Hochschule für Bildende Künste Dresden eingeschrieben und belegte vier Semester im Fach Anatomie. Mit Thomas Franz, Jens Hackel und Falk Nietzsche gehörte er 1993 in Bischofswerda zu den Gründungsmitgliedern, die sich als Künstlergemeinschaft zu der Freien Gruppe Oberlausitz zusammengeschlossen hatten. Außerdem wurde er Mitglied der 1995 gegründeten Interessengemeinschaft Carl Lohse und war an der Einrichtung der gleichnamigen Galerie in Bischofswerda beteiligt. Von 1999 bis 2007 nahm er nochmals eine Teilzeitarbeit in der Denkmalpflege auf, um danach erneut freischaffend tätig zu werden.
Werstler lebt und arbeitet in Radeberg, ist verheiratet und Vater von zwei Töchtern.

## Wirken
Sein Schaffen umfasst eine Vielzahl an Ölgemälden, Aquarellen und grafischen Arbeiten. Die Themenvielfalt zeugt von künstlerischen Sichtweisen und technischen Fertigkeiten, wobei als Ausdrucksweise die Suche nach Einfachheit und Harmonie im Vordergrund steht, ob bei Stillleben, Porträts, Stadtlandschaften oder der Verinnerlichung von Naturerlebnissen. Hervorzuheben sind seine kreativen Kompositionen, mit denen er Themen der Antike oder Bibeltexte verarbeitet. Dabei zeigen sich besonders seine Auseinandersetzungen mit den Inhalten, die Verschmelzung des Sinnlichen und Intellektuellen, die Verarbeitung psychologischer Aspekte. Die Technik des Holzschnittes mit starken Kontrasten gehört zu seinen bevorzugten Ausdrucksmitteln, mit denen er dramatische Texte und biblische Themen in expressive Kompositionen umzusetzen versteht.
Die Lust zum Improvisieren findet aber auch in abstrakten Werken seinen Ausdruck, die in Anlehnung an den amerikanischen Expressionisten Jackson Pollock entstehen.
Rolf Werstler sieht sich in seinem Kunstempfinden, bei aller Vielschichtigkeit, dennoch als Vertreter der Dresdener Schule und damit als Traditionalist. Er fühlt sich dieser Kunstrichtung verpflichtet, deren Vertreter Rosso Majores, Hans Jüchser, Theodor Rosenhauer, Klaus Drechsler und Horst Leifer für ihn und seine Entwicklung wegweisend waren.
Seit 1970 unternnahm Werstler fast jährliche Studienaufenthalte an der Ostsee (Darß), ferner Bulgarien, Rumänien, Spanien, Italien, Portugal, Nordirland, England.

## Mitgliedschaften
- bis 1990: Verband Bildender Künstler der DDR
- nach 1990: Sächsischer Künstlerbund e.V./ Künstlerbund Dresden, Regionalverband des Landesverbandes „Landesverband Bildende Kunst Sachsen e.V.“ / „Bundesverband Bildender Künstlerinnen und Künstler“ (BBK), Bonn
- ab 1993: Gründungsmitglied Künstlerbund „Freie Gruppe Oberlausitz“
- Mitglied und Förderer „Interessengemeinschaft Carl Lohse“, Bischofswerda

## Ausstellungen (Auswahl)

### Personalausstellungen
- 1982 Kellergalerie Inge Thiess-Böttner, Dresden
- 1984 Ev. Kirche Radeberg
- 1984 Volkskunstpodium, Straße der Befreiung Dresden
- 1988 Schaufenstergalerie Jugendbibliothek, Straße der Befreiung Dresden
- 1988 Klubgalerie „Brücke“ Dresden
- 1988 Radebeuler Grafikmarkt
- 1989 Radebeuler Grafikmarkt
- 1989 „Winterbilder“, Galerie Nord, Dresden
- 1991 Galerie im Kreiskulturhaus Bischofswerda
- 1992 „Rolf Werstler“, Klinik Schloss Pulsnitz, Ernst-Rietschel-Kulturring e.V.
- 1992 Galerie der Volksbank Neckargemünd/Heidelberg, (mit Martin Lehnert)
- 1994 Galerie Sillack, Dresden
- 1995 Ev. Akademie, Meißen
- 1999 Carl-Lohse-Galerie, Bischofswerda (mit Thomas Franz)
- 2001 Kreuzkirche Dresden
- 2002 Klosterkirche St. Annen, Kamenz
- 2002 „Arbeiten zur Bibel“, Kunst und Kirche am Weg e.V., Kirche Dannenwalde
- 2003 „Lebensgeschichten – Holzschnitte zur Bibel“, Barockhaus Görlitz
- 2004 „100 Sächsische Grafiken“, (Holzdrucke), Neue Sächs. Galerie Chemnitz
- 2004 Kulturhistorisches Museum Görlitz
- 2005 „Bilder und Blätter“, Galerie im Rathaus, Radeberg
- 2005 „Bilder und Blätter“ Galerie Kunstlade Zittau
- 2007 Galerie im Landratsamt Bautzen; Deutsche Bank Radeberg
- 2009 Kunsthaus am Markt, Schmalkalden
- 2009 Helios-Klinik Schloss Pulsnitz (mit Werner Juza)
- 2009 Einnehmerhaus Freital (mit Thomas Franz)
- 2011 „Eindruck-Ausdruck“, (mit Cvetanka Kirilova Schnorrbusch), Dreikönigskirche Dresden
- 2014 „Bilder und Blätter“ (mit Rosso Majores), Helios-Klinik Schloss Pulsnitz
- 2019 „Malerei und Grafik Rolf Werstler“, Galerie Arkadenhof, Löbau
- 2021 „BLICK-PUNKT-Kunst“, Ölmalerei, Praxisklinik Dresden
- 2024 Sonderausstellung „Rolf Werstler-Stille Harmonie“, Museum Schloss Klippenstein Radeberg

### Ausstellungsbeteiligungen
- 1988 „Junge Dresdner Künstler“, Galerie am Blauen Wunder, Dresden
- 1989 12. Kunstausstellung des Bezirkes Dresden, Ausstellungszentrum Fucikplatz
- 1989 „Motive aus Pieschen und Neustadt – 15 Jahre Malerei und Grafik Dresdner Künstler“
- 1990 Intern. MAIL-ART, Shelton/England
- 1988–1991 Galerie Kunst der Zeit, Dresden ständige Ausstellungsbeteiligung
- 1993 „Holzschnitte zur Bibel“, Kulturzentrum der Stadt Ludwigsburg
- 1993–2002 Gruppenausstellung der Freien Gruppe Oberlausitz, Galerie Kreiskulturhaus Bischofswerda
- 1994 Fortbildungswerk - Sachsen in Bischofswerda mit Gruppe Oberlausitz
- 1994 Londonderry und Belfast (Nordirland) mit Gruppe Oberlausitz
- 1994 „Bildende Kunst in und um Radeberg“, Schloss Klippenstein, Radeberg
- 2001 „Freie Gruppe Oberlausitz“ mit Hackel, Nützsche, Werstler, Galerie Landesdirektion Sachsen
- 2002 Elementarium-Museum der Westlausitz Kamenz, „Künstler aus der Region - Die Monate in Linol geschnitten“
- 2004 „Begrenzter Horizont?“, Galerie Ernst-Rietschel-Haus, Pulsnitz
- 2004 „Begrenzter Horizont?“, Galerie Regierungspräsidium Dresden
- 2008 „Kunstschaffende und Künstler des Radeberger Landes“, Museum Schloss Klippenstein, Radeberg
- 2009 „Aufbrüche - Umbrüche - Sehnsüchte“, Ev. Akademie Meißen
- 2012 „Künstler der Lausitz“, Eröffnungsausstellung Ostsächsische Kunsthalle Pulsnitz
- 2012 „Fortgeführtes - Majores-Werstler-Nützsche“, Akademiehotel Dresden Klotzsche (über Galerie Sillack Dresden)
- 2015 Sonderausstellung „Nachgefolgt – Carl Lohse im Werk lokaler Künstler“, Carl-Lohse-Galerie Bischofswerda
- 2015 „Künstler der Oberlausitz Im Foto und in Werken“, Ostsächsische Kunsthalle, Bautzener Kunstverein e.V., Oberlausitzer Kunstverein e.V.
- 2015 „Künstler der Oberlausitz“, Landesgartenschau Sachsen, Oelsnitz
- 2016 „Künstler der Oberlausitz“, Blumenhalle Löbau
- 2021 „Freie Gruppe Oberlausitz“ mit Hackel, Nützsche, Werstler, Regierungspräsidium Dresden
- 2024 „Gemeinsam-Treffpunkt -Kunst“, Ostsächsische Kunsthalle, Ernst-Rietschel-Kulturring e.V.

## Arbeiten in öffentlichen Sammlungen
- Staatliche Kunstsammlungen Dresden
- Kupferstichkabinett Dresden
- Kunstfonds Sachsen
- Kulturhistorisches Museum Görlitz
- Spendhaus Reutlingen
- Museum Schloss Klippenstein Radeberg
- Ostsächsische Sparkasse Dresden und Radeberg
- Evangelischer Kunstdienst Sachsen
- Landratsamt Bautzen
- Sammlung des Ernst-Rietschel-Kulturrings e.V. Pulsnitz
- Kunstlade Zittau

## Mitwirkung an Buchpublikationen
- Katalog Rolf Werstler – Malerei, Hrsg. Ernst-Rietschel-Kulturring e. V. Pulsnitz, Lessing-Druckerei Kamenz, Aufl.: 1000, 1994
- Kunst in der Ostsächsischen Sparkasse Dresden – KunstBilanz 1990–2013, Hrsg.  Ostsächsische Sparkasse Dresden, Autorenverzeichnis S. 38/39. Andreas Fleischer, Maler und Grafiker

## Artikel und Rezensionen
- Artikel in: Die Union Dresden, Text: Sigrid Walther, 30.12.1988; Sächsische Zeitung, 23.6.1993; Bietigheimer Zeitung, 28.06.1993 (Ausstellung Ludwigsburg); Sächsische Zeitung, 12.8.1994 und 25.8.1994
- Faltblatt Einblicke 7, Text: Hermann Büchner, Clubgalerie Brücke Dresden, 1988
- Faltblatt Winterbilder, Text: Sigrid Walther, Galerie Nord Dresden, 1989
- Die Sprache der Kunst ist international, Bietigheimer Zeitung, 29.6.1993
- Kunst als Brücke der Freundschaft, Ludwigsburger Kreiszeitung, 30.6 1993
- Von der Liebe zur Natur und den Menschen, die in ihr leben, Sächsische Zeitung, Text: Verena Mann, 27.9.1993
- Faltblatt Bildende Kunst in und um Radeberg, Ausstellung Schloss Klippenstein, 1994
- Nicht alle finden den Weg zur Kunst allein, Sächsische Zeitung, Text Manuela Reuß, 28.2.1994
- German artists to stage exhibition, The Irish News, 28.7. 1994
- Exhibition of German art, Roe Valley, Sentinel, 4.8.1994
- Die Welt entwickeln ist nicht unser Ding, Sächsische Zeitung, Text: Falk Hermann, 13.9.1994
- Rolf Werstler-Malerei, Text Rolf Segor, Pulsnitz 1994
- Farbe-Form-Fläche – Freie Gruppe Oberlausitz stellt aus, Bautzner Wochenkurier 26.7.1995
- Gemeinschaftsausstellung, Der Stadtbote Senftenberg, 19.3.1997
- Eine Lanze für den Impressionismus, Berliner Tagesspiegel, Text: Dr. Klaus Hammer, 21.3.1997
- Hingabe an den Augenblick, Dresdner Neue Nachrichten (DNN), Text: Dr. Klaus Hammer, 1.4.1997
- Bekenntnis zur Tradition, LAUBAG-Reporter, Text: A. Hensel, April 1997
- Freie Gruppe Oberlausitz – Thomas Franz, Jens Hackel, Falk Nützsche, Rolf Werstler, Text: Diether Schmidt, 1998, Pulsnitz
- Er nennt es Hausgemachtes, Sächsische Zeitung, 31.1.2003
- Der Radeberger Maler Rolf Werstler, Sächsische Zeitung/LK Bautzen, 23.5.2005
- Drucke vom Holz 1897–2004, Sammlung Peter Kemna, Hamburg, Dresden 2005
- Malerei von Rolf Werstler im BlickPunkt Kunst in Dresden, Zeitung DNN
- Jahreslosung 2005, Evangelischer Kunstdienst Sachsen, Dresden 2005
- Kunstwerke im Foyer – Freie Gruppe Oberlausitz stellt im Landratsamt aus, SZ Bischofswerda, 30.3.2011
- Künstlerführung in der Carl-Lohse-Galerie, Pressemitteilung Amtsblatt Bischofswerda, 13.8.2015
- Malerei von Rolf Werstler in BlickPunkt Kunst in Dresden. DNN, 27.6.2021
- Finissage Blickpunkt – Kunst in der Forststraße, Rolf Werstler, Einladung Praxisklinik, Dresden 2021
- Rolf Werstler – Stille Harmonie, Plakat/Text Sonderausstellung, Schloss Klippenstein 2024, Text: Kurator Patrick Daniel Baer